# جان گال (بازیکن بیسبال)
جان گال (انگلیسی: John Gall؛ زادهٔ ۲ آوریل ۱۹۷۸) بازیکن بیس‌بال اهل ایالات متحده آمریکا است.
از باشگاه‌هایی که در آن بازی کرده‌است می‌توان به سنت لوئیس کاردینالز اشاره کرد.